# Araucaria rulei
Araucaria rulei ist eine Pflanzenart aus der Gattung der Araukarien (Araucaria) in der Familie der Araukariengewächse (Araucariaceae). Es handelt sich um einen stark gefährdeten Endemiten der zu Neukaledonien gehörenden Insel Grande Terre.

## Beschreibung
Araucaria rulei wächst als immergrüner Baum, der Wuchshöhen von bis zu 30 Metern erreichen kann. Die Form der Krone ähnelt einer Spinne. Die Äste erreichen Durchmesser von 2 bis 2,5 Zentimeter. Die dunkelbraune Borke blättert in schmalen Streifen oder Schuppen ab.
An jungen Exemplaren sind die Blätter schuppenartig und besitzen eine spitz zulaufende Spitze. An älteren Exemplaren sind die sich dachziegelartig überdeckenden, schuppenartigen und verdrehten Blätter bei einer Länge von 2 bis 2,5 Zentimeter und einer Breite von 1,1 bis 1,4 Zentimeter lanzettlich mit einer ausgeprägten Mittelrippe. Die Spitze der dunkelgrünen Blätter ist eingekrümmt.
Die männlichen Blütenzapfen sind bei einer Länge von rund 13 Zentimeter und einem Durchmesser von rund 3 Zentimeter zylindrisch geformt. Sie enthalten dreieckige Mikrosporophylle mit 15 Pollensäcken. Die weiblichen Zapfen werden rund 12 Zentimeter lang und rund 8 Zentimeter dick. Der Samen wird rund 3 Zentimeter lang und besitzt eine verlängerte Spitze sowie einen eiförmigen Flügel.

## Vorkommen
Das natürliche Verbreitungsgebiet von Araucaria rulei liegt im Zentrum und im Süden von Grande Terre. Die einzelnen Bestände sind jedoch stark zersplittert.
Araucaria rulei gedeiht in Höhenlagen von 400 bis 1000 Metern. Die Art wächst auf Böden, die sich auf Serpentin entwickeln. Sie kommt hauptsächlich in trockenen Wäldern und offenen Buschland vor.

## Nutzung
Als Zierpflanze wird Araucaria rulei vor allem in Australien genutzt.

## Systematik
Araucaria rulei gehört zur Sektion Eutacta innerhalb der Gattung der Araukarien (Araucaria). Die Erstbeschreibung als Araucaria rulei erfolgte 1860 durch Ferdinand von Mueller  in Essay on the plants collected by Mr. Eugene Fitzalan, during Lieut. Smith’s expedition to the estuary of the Burdekin 18.

## Gefährdung und Schutz
Araucaria rulei wird in der Roten Liste der IUCN als „stark gefährdet“ geführt. Die einzelnen Populationen sind stark zersplittert, so dass kaum ein genetischer Austausch zwischen ihnen stattfinden kann. In den letzten hundert Jahren hat der Gesamtbestand um rund 50 % abgenommen. Als Hauptgefährdungsgrund werden der Bergbau und die damit verbundenen Aktivitäten wie Straßenbau und Abraumlager genannt. Weiters stellen Waldbrände eine Gefahr dar. Keiner der bekannten Bestände steht unter Schutz, aber in einigen Gebieten gibt es Versuche zur Wiederaufforstung.